# Нова Рада
«Нова́ Ра́да» — українська щоденна газета, що виходила від 25 березня (7 квітня) 1917 до 6 лютого 1919 року в Києві. Видавалася за ініціативи Товариства для підмоги літературі, науці і штуці як продовження газети «Рада», закритої російським урядом у липні 1914 року. З 1918 року — офіційний орган Української партії соціалістів-федералістів. Редагували газету Андрій Ніковський і Сергій Єфремов.

## З історії видання
Напередодні Лютневої революції в Росії на території України виходило лише 6 українських друкованих видань, у 1917 році їх кількість зросла до 106 і вже в 1918 року досягла 212. 25 березня (7 квітня) 1917 року почала виходити газета «Нова рада» як орган Товариства підмоги літературі, науці й штуці з участю Андрія Ніковського, Сергія Єфремова, Михайла Грушевського та ін., за фінансової підтримки Євгена Чикаленка

Українська радикально-демократична партія (згодом Українська партія соціалістів-федералістів) мала великий вплив на газету, проте редакція намагалася дотримуватися загального суспільно-політичного характеру. На думку деяких дослідників, це єдиний український часопис періоду національної революції, що відстоював свободу слова. Олександр Мукомела писав: 
|  | Найціннішою на той час традицією було віками виборонене вільне українське слово. Його розтоптали. Серед провідних українських газет («Народна воля», «Робітнича газета», «Боротьба» та ін.) після невеликої перерви в режимі ленінських декретів про пресу вдалося зберегтися єдиній «Новій Раді». І то завдяки зусиллям і необачному ризику С. Єфремова та А. Ніковського. |

7 лютого 1919 року більшовики вдруге захопили Київ і газета «Нова Рада» припинила своє існування. Пізніше газета почала видаватися під іншими назвами — «Рада», «Промінь».
За даними Ігоря Гирича повні комплекти газети «Нова Рада» за 1917–1919 роки з особистого архіву Сергія Єфремова збереглися в Державній науковій архівній бібліотеці в Києві.  В електронному вигляді газета доступна на сайті Національної бібліотеки України ім. В. І. Вернадського.

## Формат та вміст видання
Газета складалася з чотирьох сторінок великого формату. У шапці видання зазначалося, що газета «політична, економічна й літературна», «виходить щодня, окрім понеділків і днів після великих свят». На першій шпальті друкувалися передові статті (одна-дві), звіти, огляди важливих суспільно-політичних подій, оголошення. О. Гнесь наводить приклад такого огляду:
|  | Опис Сьомої сесії ЦР, засідання 29 жовтня, яке відкрив М. Грушевський (1917. — 3 листоп.). Виступ продовжив М. Ковалевський із закликом про те, що «прийшов час творити Українську Демократичну Республіку та скликати суверенну Українську Установчу Раду, бо безлад в централістичній Росії привів уже народи на саме дно провали». Тут звучало слово В. Винниченка, який стверджував необхідність існування «дужої влади», здійснення «форм федеративної республіки, котрі, певне, місяців через два затверджено буде в Росії законним шляхом |

.
Також у газеті друкувалися важливі законодавчі рішення. Тут було надруковано Третій Універсал. На думку О. Гнеся, видання виконувало «важливу місію інформатора й коментатора, сполучної ланки між суспільством і владою».
У рубриці «У Київі» газета подавала хроніки подій у столиці. Зокрема, в одному з номерів були такі підзаголовки: «Універсал ЦР», «Похорон жертв гражданськой війни», «Військо у Києві», «На телеграфі» — тут же подавалися «Вісти з Петрограду», «Вісти з Москви», «Чутки з Дону», «Накази київської воєнної округи», новини про «одставку Лепарського», «становище на фронті», «справу з юнкерами», «лекцію Саліковського», «нараду лекторів по кооперації», «організаційний комітет Спілки Просвіт Слобідської України», «телеграму про одстрочку виборів до Установчих зборів», «од'їзд чеху-словаків з Києва», «Педагогічна Академія одкрилась» і настав «кінець забастовки» (1917. — 7 листоп.). «Нова Рада» також подавала інформацію у «Театральному відділі» і відділі «Просвіти». Щодо рубрики «За кордоном», у номері за 7 листопада 1917 року вміщено, наприклад, новини з Франції та Італії. Також публікувалися «дописи» від непостійних кореспондентів з різних куточків України і світу.
У газеті друкувалися огляди преси (у форматі «цитата — коментар»), значна увага приділялася економічним новинам (рубрика «Економічні нариси»), питанням доброчинності (зокрема матеріали в рубриці «Жертви»). Останні новини нерідко подавалися під заголовком «Телеграми».
Серед публіцистів першість належала Сергієві Єфремову. Сукупна кількість його публікацій  — близько тисячі у майже п'ятистах числах газети, тобто на одне число припадало приблизно дві публікації. Єфремов готував експрес-інформацію про поточні події — нею відкривалася «Нова Рада». У кожному номері подавалася аналітична або полемічна стаття, що складалася з двох-п'яти частин. Рідше журналіст писав огляди преси й інформацію для відділу хроніки. Отже, газета постійно подавала матеріали Єфремова, саме він визначав обличчя газети.